# Radio Fonte de Agua Viva
A Rádio Fonte de Água Viva é uma emissora de Rádio localizada na cidade de Carapicuíba, SP. É uma emissora pertencente à Associação Fonte de Água Viva. 

## História
A Rádio Fonte de Água Viva foi fundada em dezembro de 2010, entrando no ar em caráter experimental. Sua inauguração oficial ocorreu em fevereiro de 2011.
Com o lema inicial "Conquistando Corações Para Deus", a rádio inicialmente tinha 90% de sua programação voltada para a religião católica com músicas religiosas, vários momentos de oração e transmissões de Missas.
Em 2014 a Rádio Fonte de Água Viva passou por uma reformulação, tendo sua programação religiosa praticamente excluída. Pouco tempo depois a emissora voltou a apresentar programas religiosos, porém, com horários bem reduzidos. As alterações também foram feitas no logo da Associação Fonte de Água Viva e no lema que passou a ser "Conquistando o Seu Coração".
O site da rádio se tornou um portal de notícias, o que fez com que este passasse a ter um maior número de acessos diariamente. 
Atualmente a Rádio intercala programas religiosos, sertanejos, MPB e noticias.

## Locutores Que Já Trabalharam na Rádio
- Edelson Moura
- Márcia Ferreira
- Edmilson Aparecido
- Pe. Marcelo Rossi
- Pe. Zezinho,scj
- Pe. Joãozinho,scj
- Márcio Otávio
- Aurea Aparecida
- Carlito Martins
- Frei Sebastião Benito Quaglio
- Lourival Lopes
- Luiz Henrique Pelícia
- Mauricio Fares
- Pe. José Dias Gulart
- Pierre Filho
- Pastoral da Pessoa Idosa
- Pastoral da Criança
- Milícia da Imaculada
- Diego Valadares
- Rádio Senado

## Programas Que a Rádio Já Apresentou[3]
- Consagração a Nossa Senhora
- Amado Batista Especial
- Programa Edmilson Aparecido
- Tarde sertaneja
- Almoçando Com Música
- Ligação Sucesso
- Rosário de Nossa Senhora
- Envelhecer de Bem com a Vida
- Madrugada Momentos Eternos
- Mundo Sertanejo
- Saúde Com Beleza
- Terço Bizantino
- Pensar Como Jesus Pensou
- Vivendo Com Otimismo
- Love Hits
- Sertanejo Década de 80
- Curta Musical [4]

## Referencias
1. ↑  Site Oficial da Rádio
2. ↑  CX Rádios
3. ↑  Rádios.com
4. ↑  oradio.com.br